# Ephippiochthonius altamurae
Espèce
Synonymes
- Chthonius altamurae Gardini, 2013

Ephippiochthonius altamurae est une espèce de pseudoscorpions de la famille des Chthoniidae.

## Distribution
Cette espèce est endémique des Pouilles en Italie. Elle se rencontre dans la grotte Grotta Lamalunga à Altamura.

## Description
La femelle holotype mesure 1,6 mm.

## Étymologie
Son nom d'espèce lui a été donné en référence au lieu de sa découverte, Altamura.

## Publication originale
- Gardini, 2013 : A revision of the species of the pseudoscorpion subgenus Chthonius (Ephippiochthonius) (Arachnida, Pseudoscorpiones, Chthoniidae) from Italy and neighbouring areas. Zootaxa, no 3655(1), p. 1-151.